# Мілла Йовович
Мі́лла Йо́вович (англ. Milla Jovovich [ˈjoʊvəvɪtʃ] YOH-və-vitch); нар. 17 грудня 1975, Київ) — американська акторка, співачка, модель, модельєрка українського походження. Повне ім'я — Милиця Богданівна Йовович.

## Раннє життя
Народилась 17 грудня 1975 року в Києві. Бабуся Міли була з України. Її мати, акторка російського походження Галина Логінова, познайомилася з батьком, чорногорцем Богданом Йововичем, у Києві, коли він навчався на лікаря-терапевта в Київському медичному інституті за програмою навчання іноземних студентів. Мати закінчила в Дніпропетровську школу, у 1972 році закінчила ВДІК, після отримання диплома повернулася в Україну і працювала акторкою (1973—1980) на кіностудії імені Олександра Довженка до еміграції. 
Міла Йовович перші 5 років життя провела в Україні, спочатку майже рік ходила до дитсадка міста Дніпро, а потім жила з матір'ю в Києві на вулиці Богомольця. Ходила на акторські заняття матері.
У січні 1981 року родина емігрувала у США, оскільки батьку не дали візу в СРСР. Проте спочатку сім'я Йовович жила в Лондоні, а лише потім у Сакраменто, після чого переїхала в Лос-Анджелес. Почавши відвідувати громадські школи в Лос-Анджелесі, Милиця за три місяці освоїла англійську мову, але в школах до неї неприязно ставилися інші діти, бо її батьки були з СРСР (що було пов'язано з новим витком холодної війни).
Йовович почала кар'єру моделі в 9 років, у 1984 році, під керівництвом матері. Також вона грала музику (спочатку фортепіано, зупинилась на гітарі). У вільний час любила робити замальовки. 
У 1994 році батька заарештували і засудили на 20 років за фінансові махінації з медичними страховками. Проте він провів у в'язниці тільки 5 років і вийшов в 1999 році. За словами Йовович, в'язниця пішла її батькові на користь і змінила його в набагато кращий бік. 1994 року Міла взялася за співи.
Виховання Мілли та її просування в шоу-бізнесі на початковому етапі здійснювала матір, яка в 1987 році і сама повернулася в кіно.

## Модельна та акторська кар'єра
У модельному бізнесі з 9 років, вперше з'явилася на обкладинці італійського журналу «Lei». Пізніше відомий американський фотограф Річард Аведон запропонував їй фотосесію для журналу «Mademoiselle». Коли редактор журналу дізнався вік моделі, він поспішив зняти фотографію Йовович. Тільки після попередження з боку Аведона фотографії були відновлені. Проблема залучення неповнолітніх в шоу-бізнес на кілька місяців стала предметом розмов американських ток-шоу. Цього року Йовович з'явилася на обкладинках 15 журналів. Будучи семикласницею, 12-річна Йовович кинула школу, щоб остаточно зосередитися на роботі моделі. У 1994, в 19 років, вона стала громадянкою США.
В кіно дебютувала в 13 років, втіливши молодшу сестру героїні Шерілін Фенн у «Злитті двох місяців».
Після цього знімалася в таких кінофільмах, як «Повернення до блакитної лагуни» (1991); «Каффс» (головна жіноча роль); «Чаплін» (1992)  (Мілдред Герріс); «Його гра» Спайка Лі (роль повії); та в телефільмі «Нічний потяг до Катманду» (студія Діснея). Найкращими вважаються ролі супергероїні Лілу в «П'ятому елементі» та Жанни д'Арк у фільмі «Посланниця: Історія Жанни д'Арк» Люка Бессона.
Мілла Йовович взяла участь у рекламній кампанії Revlon «Найбільш незабутні жінки світу». Вона уклала контракти з Hugo Boss, Guess, Calvin Klein; гонорари досягали 3 тисяч доларів в день. З 1998 року Йовович — рекламне обличчя L'Oréal.
У 2000 році на відкритті Берлінського кінофестивалю відбулася прем'єра нового фільму за участю Йовович і Мела Гібсона — картини Віма Вендерса «Готель Мільйон доларів» за сценарієм соліста групи U2 Боно. Картина отримала приз фестивалю — «Срібного ведмедя». 2001 року Йовович знялася в комедії Бена Стіллера «Зразковий самець».
Йовович спільно з моделлю Кармен Гоук створила лінію одягу «Jovovich-Hawk». 2004 року була найвисокооплачуванішою моделлю, рекламуючи косметику L'Oreal. Згідно з рейтингом журналу Forbes, її дохід склав 10,5 млн доларів (з урахуванням гонорарів за знімання у фільмах). 
Знялася в шести бойовиках «Обитель зла» режисера Пола Андерсона. У березні 2006 року вийшов трилер «Ультрафіолет». У тому ж році відбувся обмежений реліз кримінальної драми «45-й калібр».
На офіційному вебсайті Йовович було оголошено про участь у фільмі Пола Верговена «The Winter Queen» за романом Бориса Акуніна. 28 лютого 2007 року назву фільму змінено відповідно до оригіналу на «Азазель».
У 2009 році знялася в еротичній фотосесії для журналу «Purple Fashion», фотограф Маріо Сорренто.

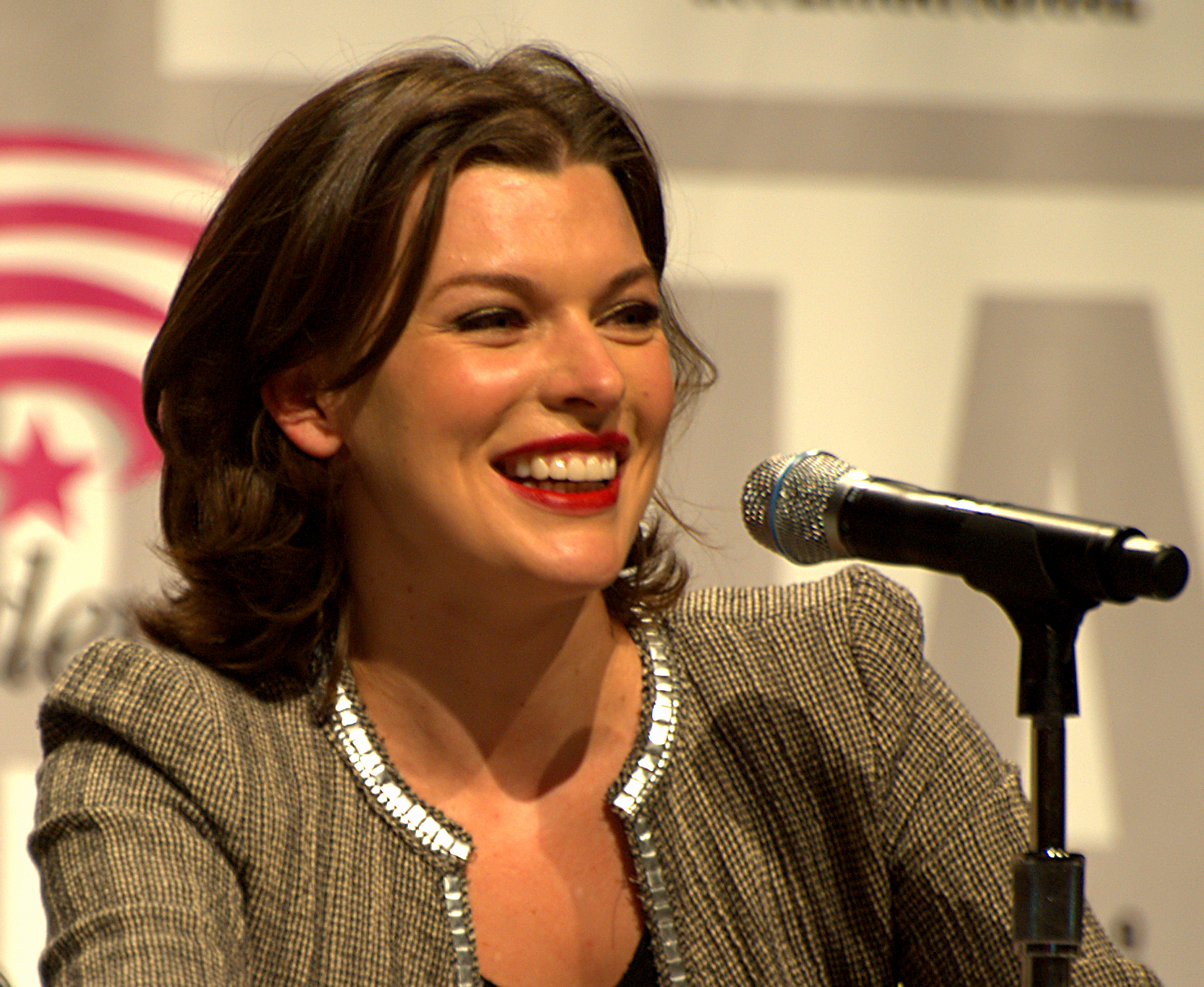
Мілла Йовович на панелі Resident Evil: Afterlife на WonderCon, 2010

У 2010 році стала обличчям спеціальної благодійної сумки від Tommy Hilfiger, випущеної обмеженим тиражем на допомогу асоціації Breast Health International, що має справу з проблемами раку молочної залози в жінок.
Того ж року знялась у фільмі «Викрутаси» з російськими акторами Костянтином Хабенським та Іваном Ургантом. Під час просування фільму брала участь у шоу «Прожекторперісхілтон» (випуск від 19 лютого 2011).
У січні 2019 року на кінофестивалі «Санденс» відбулась прем'єра фантастичної мелодрами «Райські пагорби», в якій Мілла Йовович зіграла одну з головних ролей, що був режисерським дебютом Еліс Воддінгтон. Вона також зіграла злу Вів'єн Німуе - Криваву Королеву у фільмі-перезавантаженні «Хеллбой», що вийшов у 2019 році.

## Музична кар'єра
З дитинства вивчала вокал і гру на фортепіано, гру на електрогітарі — з 13 років, а звукозапис — з 15 років. Музичну кар'єру розпочала з допомогою музиканта Кріса Бреннера.
У 1993 році саундтреком до фільму «Під кайфом та збентежені» стала її «Пісня чужинця» (англ. The alien song). 
У 1994 році випустила перший музичний альбом «The Divine Comedy» («Божественна комедія»). В альбом увійшов запис української народної пісні «Ой у гаю при Дунаю» у її виконанні (українською мовою, під назвою In a Glade). вирушила зі своїм гуртом «Plastic Has Memory» в гастролі Європою та США.
У 1998 році випустила другий альбом The Peopletree Sessions. У 2012 — сингл Electric Sky.

## Мілла Йовович та Україна
Спочатку Йовович говорила про свою змішану ідентичність з перевагою російської, відзначаючи, що мовою її виховання була російська. Після Помаранчевої революції та з розгортанням російської агресії вона почала підтримувати Україну: брати участь у зборах коштів, благодійних проєктах, поширювати інформацію та підтримувати українські бренди.
У 1994 році для свого першого альбому «The Divine Comedy» записала українську народну пісню «Ой у гаю при Дунаю» (In a Glade), яку виконала українською мовою. Як говорила Йовович у пізніших інтерв'ю, з періоду життя в СРСР вона пам'ятала колискові, які їй співали.
У 2005 році (після перемоги першого Майдану) Йовович відвідала Україну для участі у святкуванні 80-річчя міжнародного дитячого табору «Артек» в Криму. 20—25 серпня 2005 року Йовович та її мати Галина Логінова відвідали Київ і співали українські пісні. У Києві в Галини Логінової залишилося багато друзів, з якими вони також зустрілися. Відвідали Києво-Печерську лавру з екскурсією, Андріївський узвіз, Пирогів. Йовович купила багато українських строїв на Андріївському узвозі для своєї модельєрської роботи: «Це дуже важливо для мене, для натхнення».
У 2009 в інтерв'ю французькому виданню «Purple» (у якому Росією називають весь СРСР) Йовович говорила: «Я виросла частково в Україні, бо моя бабуся звідти. Але моя мати була з Москви, тож переважно я росла там». На запитання, чи почувається вона росіянкою, виїхавши в такому ранньому віці, відповіла: «Авжеж. Я досі розмовляю російською. Спілкуюся нею зі своєю дочкою. Читаю їй російські вірші та оповідання. Мої корені дуже важливі — вони роблять мене тією, хто я є». В інтерв'ю 2016 року українському Vogue Йовович на питання, чи вважає себе українкою, відповіла, що ні, бо надто довго жила у США.

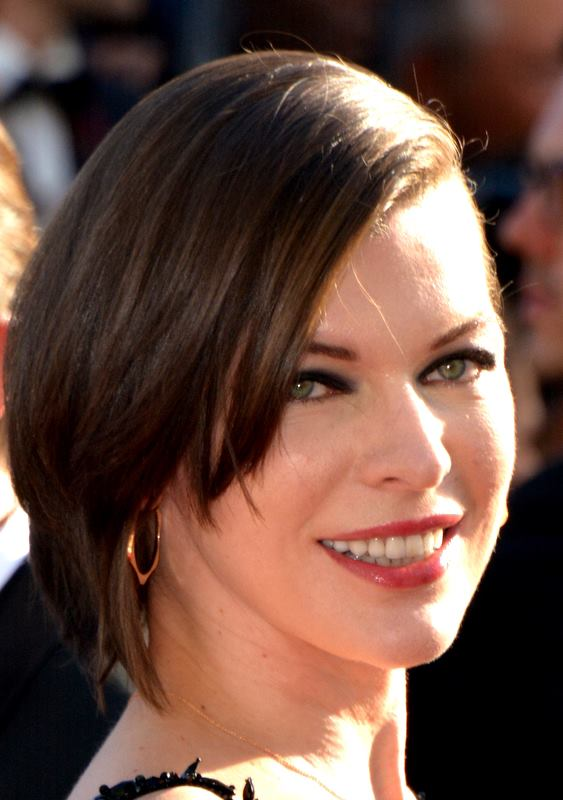
Йовович на Каннському кінофестивалі 2016 року

21 лютого 2014 року, під час Революції гідності Мілла Йовович у дописі на Фейсбук підтримала українців, закликала шанувальників робити пожертви до благодійних фондів допомоги українцям, що постраждали під час революції. При цьому в дописі вона сказала, що важко зрозуміти, що є правильним, а що ні, що у владній боротьбі є сірі зони і єдиний бік, який вона прийме, це допомога постраждалим людям: матерям, дітям та літнім. У дописі Йовович вживала вираз «the Ukraine» (на Україні) і зазначила, що не має смаку до політики. Пізніше Йовович оголосила про збір коштів. "Не має значення, що стало причиною конфлікту, постраждали невинні люди, і це неприпустимо. Зараз я в пошуках благодійних організацій. Можливо, я сама організую фонд, а також спеціальний вебсайт, на якому буде висвітлюватися, що відбувається в Україні зараз".

26 лютого 2022, під час повномасштабного російського вторгнення в Україну 2022 року Йовович на своїй сторінці в Instagram підтримала Україну та прикріпила у профілі посилання на організації, де можна долучатись для допомоги. В дописі вжила форму «Ukraine» без артикля (в Україні). 
«Я з розбитим серцем і приголомшена, намагаючись осмислити події цього тижня на моїй батьківщині в Україні. Мою країну та народ бомблять. Друзі та сім'я ховаються. Моя кров і мої корені походять як з Росії, так і з України. Я розриваюся на дві частини, спостерігаючи за жахом, що розгортається, руйнуванням країни, переміщенням сімей, навколо яких усе їхнє життя лежить в обвуглених уламках. Я пам'ятаю війну на батьківщині мого батька в колишній Югославії та розповіді моєї родини про травми та терор, які вони пережили. Війна. Завжди війна. Лідери, які не можуть принести мир. Нескінченна сила імперіалізму. І завжди народ розплачується кров'ю та сльозами». 
28 травня 2022 року бренд чернігівської дизайнерки прикрас Валерії Гуземи оприлюднив фото з Мілою Йовович у хенд-мейд прикрасі Гуземи з патріотичної колекції Freedom Jewelry: золоте серце-підвіска на синій та жовтій шовкових нитках. Вартість комплекту складала 9100 гривень.

6 червня 2022 року на Instagram сторінці Ukrainian Song Project в рамках проєкту "Найвідоміші українці світу" з'явилося відеозвернення Мілли Йовович до українського народу.
«Я хочу передати послання любові і підтримки всім українцям у цей найжахливіший період їхньої історії, коли націю просто розривають на шматки, коли мільйони людей змушені тікати в інші країни і ставати біженцями, коли воїни відважно б'ються проти усього цього. Я хочу вам сказати: ми бачимо вас, ми молимося за вас і ми любимо вас. І ми вдячні вам за те, що ви боретеся за свою свободу».
Також Йовович розповіла про свого дядька, якого війна застала в Україні: "Мій дядько безпорадний. Він дуже хворий, живе із донькою і щодня слухає, як ракети пролітають над його фермою".
16 липня 2022 року в Каннах на подію публічного фандрайзингу для боротьби зі СНІДом amfAR Йовович прийшла у голубій з жовтим сукні українського бренду Lever Couture одеситки Лесі Верлінг’єрі, який також носять Леді Гага, Нікі Мінаж, Гвінет Пелтроу, Гайді Клум та Дженніфер Лопес. 

10 жовтня 2022 року, після масованого ракетного обстрілу України 84-ма російськими ракетами, Йовович написала:
«Моя батьківщина Україна постраждала від численних ракетних ударів. Мирні жителі лежать мертві на вулицях колись мирних міст, вулицями яких я ходила та милувалася красою. Я спустошена руйнуванням і не можу уявити, яке горе зараз переживає мій народ. Я можу тільки сказати їм, що моє серце з ними. І воно розбивається за них. І я хочу, щоб вони знали, що я стою з ними. #slavaukraini».
27 лютого 2023 року, «на честь першої річниці війни» Мілла Йовович взяла участь у благодійному проєкті українського бренду Lever Couture під назвою Love letters to Ukraine: вона прочитала драматичний вірш про російське вторгнення, який був пізніше вишитий на сукні бренду, проданій на аукціоні, всі виручені кошти були спрямовані в Фонд Олени Зеленської.
У Посольстві США в Україні фото Мілли Йовович поміщене у фотогалереї відомих музикантів, вчених, художників, інженерів, дипломатів, акторів українського походження. Серед них — Ігор Сікорський, Дастін Гоффман, Девід Духовни, Боб Ділан та інші.

## Особисте життя
У 1992 році 16-річна Йовович вступила в шлюб з партнером за фільмом «Під кайфом у сум'ятті», 21-річним Шоном Ендрюсом. Через два місяці вони розлучилися. Пізніше одружилася у Лас-Вегасі з на 17 років старшим Люком Бессоном, що вважав її своєю музою. Під час весілля стрибнула з парашутом з літака. Розлучилися в 1999 році. 
22 серпня 2009 року одружилася з режисером Полом Андерсоном. Пара виховує трьох дітей — Евер Габо Андерсон (3 листопада 2007), Дешилл Іден Йовович-Андерсон (1 квітня 2015) та Ошин Ларк Елліот Йовович-Андерсон (2 лютого 2020). 
У 2017 році через загрозу передчасних пологів перенесла екстрений аборт на 5-му місяці вагітності.
На своєму сайті Йовович публікує витяги із щоденника, де розповідає про різні події у своєму житті. Виступає за легалізацію канабісу, з'являлася на обкладинці «High Times». 
Практикує бойові мистецтва, зокрема, бразильске джіу-джитсу. Шульга. Вільно говорить англійською, сербською, французькою та російською.
Проживає в Лос-Анджелесі, Нью-Йорку і Парижі.

## Фільмографія

### Фільми
| Рік  | Українська назва               | Оригінальна назва                             | Роль              |
| ---- | ------------------------------ | --------------------------------------------- | ----------------- |
| 1988 | Злиття двох місяців            | Two Moon Junction                             | Саманта Делонпре  |
| 1991 | Повернення до блакитної лагуни | Return to the Blue Lagoon                     | Ліллі             |
| 1992 | Каффс                          | Kuffs                                         | Майя Карлтон      |
| 1992 | Чаплін                         | Chaplin                                       | Мілдред Гарріс    |
| 1993 | Під кайфом та збентежені       | Dazed and Confused                            | Мішель Борроуз    |
| 1996 | У дзеркала два обличчя         | The Mirror Has Two Faces                      | дівчина в рекламі |
| 1997 | П'ятий елемент                 | The Fifth Element                             | Лілу              |
| 1998 | Його гра                       | He Got Game                                   | Дакота Бьорнс     |
| 1999 | Жанна д'Арк                    | Joan of Arc                                   | Жанна д'Арк       |
| 2000 | Готель «Мільйон доларів»       | The Million Dollar Hotel                      | Елоїза            |
| 2000 | Золотий пил                    | The Claim                                     | Люція             |
| 2001 | Зразковий самець               | Zoolander                                     | Катінка           |
| 2002 | Лялька                         | Dummy                                         | Фангора           |
| 2002 | Оселя зла                      | Resident Evil                                 | Еліс              |
| 2002 | Будинок на Турецькій вулиці    | No Good Deed                                  | Ерін              |
| 2002 | Ну ти й недоумок               | You Stupid Man                                | Надін             |
| 2004 | Оселя зла 2                    | Resident Evil: Apocalypse                     | Еліс              |
| 2005 | Трейлер до ремейку Калігули    | Trailer for a Remake of Gore Vidal's Caligula | Драскілла         |
| 2006 | Ультрафіолет                   | Ultraviolet                                   | Вайлет            |
| 2006 | 45-й калібр                    | .45                                           | Кейт              |
| 2007 | Оселя зла 3                    | Resident Evil: Extinction                     | Еліс              |
| 2009 | Ідеальна втеча                 | A Perfect Getaway                             | Сідні             |
| 2009 | Четвертий вид                  | The Fourth Kind                               | Еббі Тайлер       |
| 2010 | Оселя зла 4                    | Resident Evil: Extinction                     | Еліс              |
| 2010 | Стоун                          | Stone                                         | Лусетта           |
| 2010 | Паскудне дівчисько             | Dirty Girl                                    | Сью-Енн           |
| 2011 | Викрутаси                      | Выкрутасы                                     | Надя              |
| 2011 | Мушкетери                      | The Three Musketeers                          | Леді Вінтер       |
| 2011 | Погана матуся                  | Bringing Up Bobby                             | Олівія            |
| 2011 | Обличчя в натовпі              | Faces in the Crowd                            | Анна Маршан       |
| 2012 | Оселя зла 5                    | Resident Evil: Afterlife                      | Еліс              |
| 2014 | Цимбелін                       | Cymbeline                                     | Королева          |
| 2015 | Вцілілий                       | Survivor                                      | Кейт Ебботт       |
| 2015 | Сава. Серце воїна              | Савва. Сердце воина                           | Сава (голос)      |
| 2016 | Зразковий самець 2             | Zoolander 2                                   | Катінка           |
| 2016 | Оселя зла: Остання глава       | Resident Evil: The Final Chapter              | Еліс              |
| 2017 | Шок і трепет                   | Shock and Awe                                 | Влатка Ландей     |
| 2018 | Світ майбутнього               | Future World                                  | Наркобарон        |
| 2019 | Таємниці Райських схилів       | Paradise Hills                                | Герцогиня         |
| 2019 | Хеллбой                        | Hellboy                                       | Німуе             |
| 2020 | Мисливець на монстрів          | Monster Hunter                                | Наталі Артеміда   |
| 2024 | Дихай                          | Breathe                                       | Тесс              |
| 2025 | У загублених землях            | In the Lost Lands                             | Грей Еліс         |
| 2025 | Руйнівник світів               | World Breaker                                 |                   |

### Серіали
| Рік  | Українська назва              | Оригінальна назва            | Роль                               | Примітка                                                        |
| ---- | ----------------------------- | ---------------------------- | ---------------------------------- | --------------------------------------------------------------- |
| 1988 | Нічний потяг до Катманду      | The Night Train to Kathmandu | Лілі Маклеод                       | телефільм                                                       |
| 1988 | Рай                           | Paradise                     | Кейті                              | Епізод: "Childhood's End"                                       |
| 1989 | Одружені … та з дітьми        | Married with Children        | Іветт                              | Епізод: "Fair Exchange"                                         |
| 1990 | Паркер Льюіс не може програти | Parker Lewis Can't Lose      | Робін Фекновітц                    | Епізод: "Pilot"                                                 |
| 2002 | Цар гори                      | King of the Hill             | Серена Шоу                         | Озвучення; Епізод: "Get Your Freak Off"                         |
| 2004 | —                             | Cirque du Soleil: Solstrom   | принцеса                           | Епізод: "Cosmic Wind"                                           |
| 2009 | Проект Подіум                 | Project Runway               | гість                              | Епізод: "Around the World in Two Days"                          |
| 2015 | Ледве відомий                 | Barely Famous                | камео                              | Епізод: "Be More Likeable"                                      |
| 2016 | Ліпсінк Батл                  | Lip Sync Battle              | гість                              | Епізод: "Milla Jovovich vs. Ruby Rose"                          |
| 2018 | Робоцип                       | Robot Chicken                | Няня МакФі / Меган Гіпвелл / Мінті | Озвучення; Епізод: "We Don't See Much of That in 1940s America" |

### Відеоігри
| Рік  | Українська назва                                                   | Оригінальна назва                                                  | Роль            |
| ---- | ------------------------------------------------------------------ | ------------------------------------------------------------------ | --------------- |
| 1998 | The Fifth Element                                                  | The Fifth Element                                                  | Лілу            |
| 2020 | Monster Hunter World: Iceborne                                     | Monster Hunter World: Iceborne                                     | Наталі Артеміда |
| 2022 | World of Tanks, World of Tanks Blitz, World of Tanks: Modern Armor | World of Tanks, World of Tanks Blitz, World of Tanks: Modern Armor | Мілла Йовович   |

## Дискографія
Альбоми
- 1994 — The Divine Comedy
- 1998 — The Peopletree Sessions

Сингли
- 2012 — Electric Sky

## Цікаві факти
- Хрещеним батьком Мілли Йовович є російський кінорежисер Борис Ліханов[33].